# Eric ter Keurs
E.J. (Eric) ter Keurs (Borne, 30 maart 1965) is een Nederlands jurist, politicus en bestuurder. Hij is lid van de VVD. Sinds 29 maart 2023 is hij Statenlid van Friesland. Eerder was hij burgemeester van Tietjerksteradeel (2011–2016) en Leeuwarderadeel (2004–2011) en wethouder van Smallingerland (2018–2019) en Slochteren (2002–2004).

## Leven en werk
Ter Keurs is zoon van een CDA-politicus. In 1999 werd hij lid van de VVD. Hij studeerde van 1984 tot 1990 juridische bestuurswetenschappen aan de Rijksuniversiteit Groningen. Na het afronden van zijn studie en de militaire dienst was Ter Keurs achtereenvolgens werkzaam als ambtenaar bij de gemeenten Borne en Raalte, bij de provincie Drenthe en bij de gemeente Groningen.

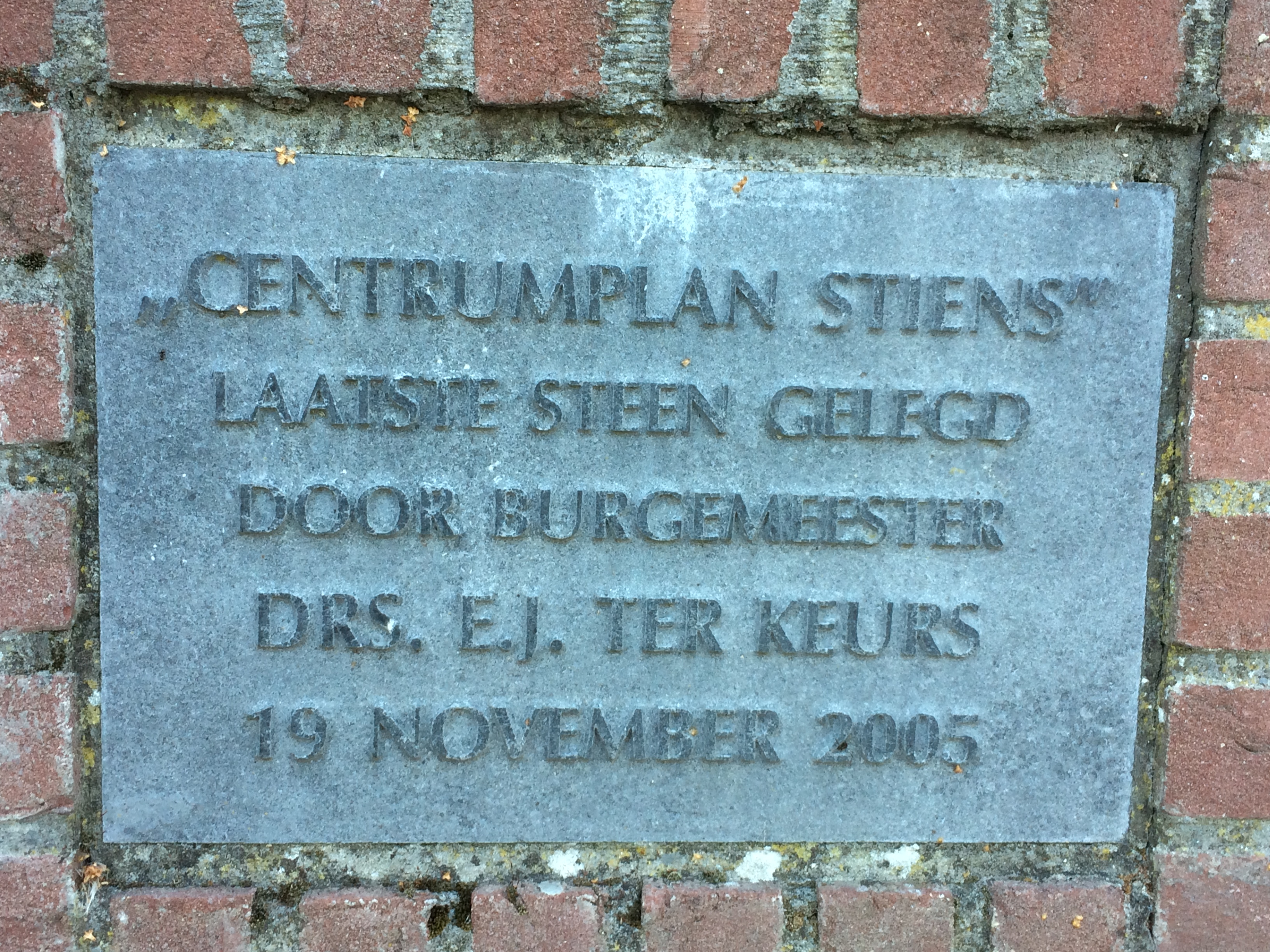
Ter Keurs heeft als burgemeester van Leeuwarderadeel de laatste steen gelegd bij de bouw van het centrumplan van Stiens

In 2002 werd hij wethouder van Slochteren en in 2004 volgde zijn benoeming tot burgemeester van Leeuwarderadeel. Op 11 februari 2011 werd hij geïnstalleerd als opvolger van Gerrit Jan Polderman als burgemeester van Tietjerksteradeel.
Op eigen verzoek heeft de Kroon hem ontslag verleend per 1 september 2016, omdat het burgemeesterschap niet goed te combineren was met de zorg voor twee kinderen. Hij werd opgevolgd door Wilma Mansveld, als waarnemend burgemeester van Tietjerksteradeel. Daarna is hij, met een onderbreking van ruim een jaar als wethouder van Smallingerland, werkzaam geweest in de consultancy. Per augustus 2023 is hij verbonden aan de Thorbecke Academie te Leeuwarden (NHL Stenden Hogeschool) en aan het Thorbecke Instituut Vitaal Bestuur.
Bij de Provinciale Statenverkiezingen 2023 stond Ter Keurs in Friesland op de tweede plaats van de VVD. Op 29 maart 2023 werd hij er Statenlid, vanaf juni 2023 als fractievoorzitter. Daarnaast werd hij hogeschooldocent Nederlands recht aan Windesheim, bestuursvoorzitter van SWVZO en lid van de bezwaarschriftencommissie van Staphorst, Leeuwarden en Meerinzicht. Daarnaast is hij jarenlang bestuursvoorzitter geweest van zowel de Museumfederatie Fryslân als de Afûk.   